# Mikołaj Lizut
Mikołaj Lizut (ur. 30 kwietnia 1973) – polski dziennikarz prasowy, radiowy i telewizyjny, dramatopisarz.

## Życiorys
Syn Pawła Lizuta i Teresy Kelus. Od 1994 jest publicystą „Gazety Wyborczej”.
W 2005 w Programie III Polskiego Radia prowadził „Salon prasowy Trójki”. Od września 2007 do marca 2009 i ponownie od października 2012 do marca 2016 prowadził w Tok FM audycję „PIWO – Program Informacyjny, Wesoły, Opiniotwórczy”. Od marca 2016 w Tok FM, prowadzi nadawaną w dni powszednie audycję „A teraz na poważnie”.
Był pomysłodawcą i dyrektorem artystycznym „Teatru Radia Tok FM”. Od marca 2009 do końca stycznia 2014 dyrektor programowy i redaktor naczelny Radia Roxy, gdzie wraz z Magdą Żakowską prowadził autorską audycję „Para buch!”. Od lutego 2014 do stycznia 2016 był redaktorem naczelnym i dyrektorem programowym Rock Radia, gdzie wraz z Kubą Wojewódzkim prowadził program „Książę i żebrak”.
W 2008 prowadził magazyn reporterski „Ostatnia instancja” w Polsat News.
W latach 2011–2012 był współgospodarzem piątkowych wydań programu „Pytanie na śniadanie”, które były poświęcone kulturze.
W serialu Ekipa z 2007 wcielił się w postać dziennikarza Jagody, ponadto zagrał rolę epizodyczną w filmie Miasto z morza i miniserialu pod tym samym tytułem z 2009. Z kolei w filmie Facet (nie)potrzebny od zaraz z 2014 wystąpił w roli Bogusza. Zagrał także lidera grupy Zoltar w filmie Polskie gówno.
W 2013 utworzył spółkę producencką Kombinat Artystyczny Tonight, której jest współwłaścicielem. Lizut jest producentem edukacyjno-rozrywkowego programu „Skandaliczny magazyn historyczny” w Fokus TV (2014), producentem i scenarzystą cyklu filmów dokumentalnych pod tytułem Kobiety w mundurach dla Canal+ Discovery (premiera – styczeń 2016), a także producentem, scenarzystą i reżyserem dokumentalnego cyklu filmów o najwybitniejszych polskich artystach pt. Pokolenie mistrzów, również dla Canal+ Discovery (premiera – kwiecień 2017).
W 2013 otrzymał nagrodę Polskiej Agencji Prasowej im. Ryszarda Kapuścińskiego za reportaż radiowy Dzieci dzieci na temat nieletnich matek w ośrodkach resocjalizacyjnych.
W latach 2013–2016 był jednym z komentatorów w programie TVN – „Na językach” – prowadzonym przez Agnieszkę Szulim.
W marcu 2014, w warszawskim Teatrze Capitol odbyła się premiera sztuki Mikołaja Lizuta pt. Tamta pani w reżyserii Macieja Kowalewskiego. Pierwotną obsadę stanowili: Tomasz Sapryk, Andżelika Piechowiak, Krzysztof Kiersznowski, Bartosz Żukowski, Arkadiusz Janiczek, Marek Kępiński, Jerzy Łapiński.
W lutym 2018, w Teatrze Nowym w Łodzi, odbyła się premiera sztuki Mikołaja Lizuta pt. Czekam na telefon w reżyserii autora. W obsadzie znalazła się m.in. Kamila Salwerowicz.
Jest właścicielem firmy producenckiej Lizart Film produkującej filmy i seriale. Na zlecenie serwisu Player, w latach 2022-2023 produkowała serial pt. Mój agent.

## Publikacje
- PRL – Punk Rock Later, Wydawnictwo Sic!, Warszawa 2003, ISBN 83-88807-31-5 (zbiór wywiadów z artystami polskiej sceny rockowej lat 80. XX wieku – Kazik Staszewski, Grabaż, Muniek Staszczyk, Tomasz Lipiński Robert Brylewski czy Tomasz Budzyński)
- „Dekady. 1975-1984” Mikołaj Lizut, Andrzej Zawistowski, Biblioteka Gazety Wyborczej/Oficyna Imbir, Warszawa 2006, ISBN 83-60334-20-X (jeden z pięciu tomów historycznej serii „Dekady 1945-2005”)
- „Cała Polska trzaska” – Reportaże Gazety Wyborczej 2001-2004, Prószyński i S-ka, Warszawa 2005, ISBN 83-7469-031-3 (autor reportażu „Podwójne życie don Juana” o Janie Kobylańskim)